# Иван Плачков (политик)
 Тази статия е за украински политик.  Вижте също: Иван Плачков.
Иван Васильович Плачков (на украински: Іван Васильович Плачков) е украински политик от български произход.

## Биография
Иван Плачков е роден в село Чушмелия, Болградски район, Одеска област, Украинска ССР, СССР на 23 ноември 1957 г.  Завършва Одеския политехнически институт (специалност „Атомни електрически станции и установки“, квалификация инженер-топлоенергетик) през 1980 г. Кандидат на технически науки (2005).
След завършването на средното училище през 1974 г. е общ работник в ПМК-99 на тръст „Дунайводстрой“ в град Измаил. След това почти година работи като училищен лаборант в родното си село.
След завършването на ВУЗа от 1980 до 1994 г. работи като машинист, старши машинист, началник на цех, заместник-директор, главен инженер в Киевската ТЕЦ-5 на производственото енергетическо обединение „Киевенерго“.
В периода от 1994 до 1999 г. е главен инженер, и.д. генерален директор, председател на Управителния съвет и директор на компанията, председател на Управителния съвет и генерален директор на Акционерна енергоснабдяваща компания „Киевенерго“.
От февруари до декември 1999 г. е министър на енергетиката на Украйна в правителството на Валерий Пустовойтенко. От януари 2000 до февруари 2005 г. е председател на Управителния съвет и генерален директор на Акционерна енергоснабдяваща компания „Киевенерго“. От февруари 2005 до август 2006 г. е министър на енергетиката на Украйна в правителствата на Юлия Тимошенко и Юрий Ехануров. От август 2006 до ноември 2007 г. е глава на Одеската областна държавна администрация.
От ноември 2007 г. е съветник на президента на Украйна Виктор Юшченко. От август 2008 г. е заместник-председател на Управлението на държавните работи Игор Тарасюк.